# Alan Feduccia

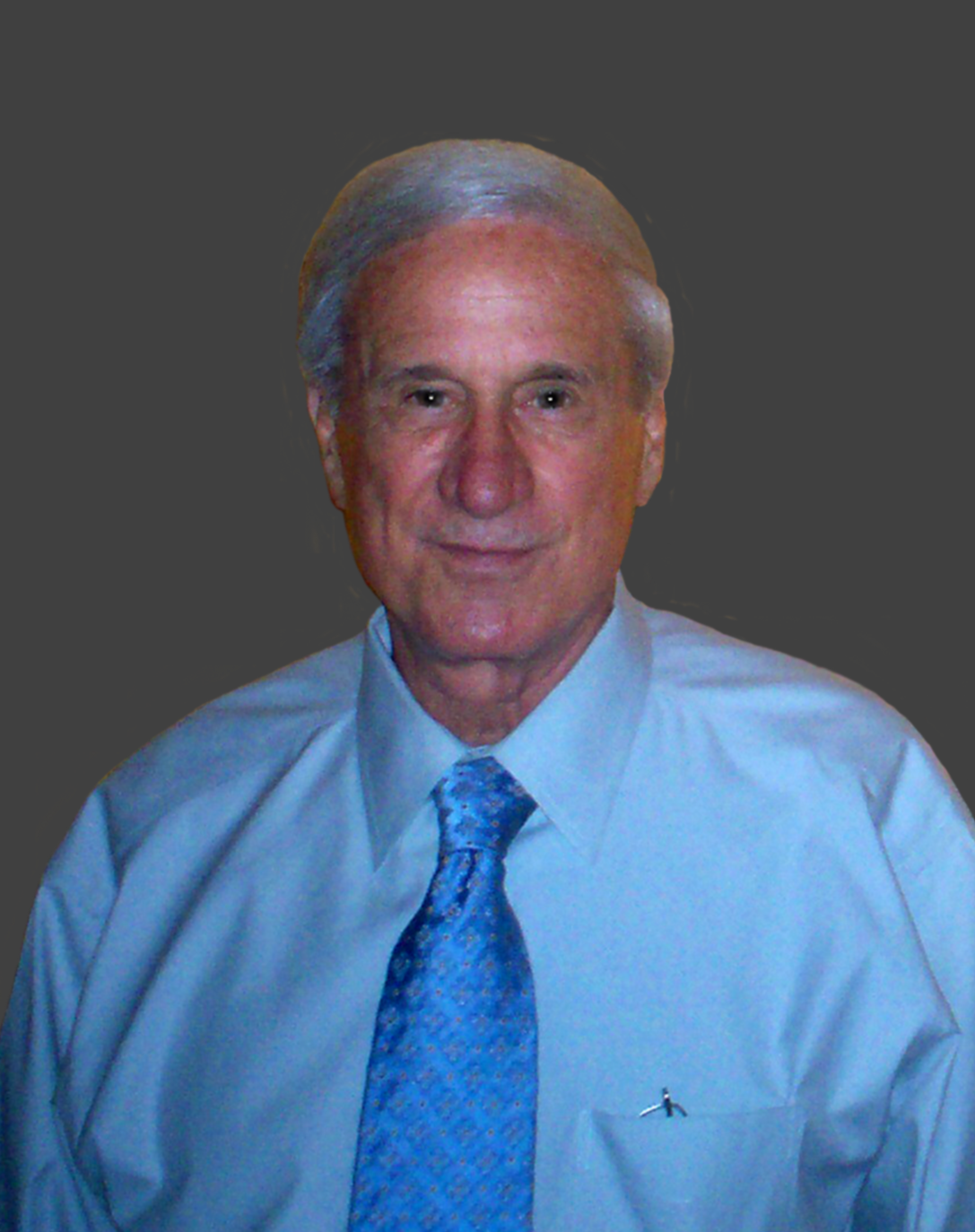
Alan Feduccia, 2020

Alan Feduccia (* 25. April 1943 in Mobile, Alabama)  ist ein US-amerikanischer Ornithologe und Paläontologe (Paläornithologie), der sich mit der Evolution von Vögeln befasst.
Feduccia studierte Zoologie an der Louisiana State University mit dem Bachelor-Abschluss 1965 und an der University of Michigan mit der Promotion in Zoologie 1969. Danach war er Assistant Professor an der Southern Methodist University und ab 1971 Assistant Professor und ab 1979 Professor für Biologie an der University of North Carolina at Chapel Hill. 1978 bis 1987 war er auch Research Associate am National Museum of Natural History der Smithsonian Institution.
Er untersuchte zunächst vor allem die Evolution moderner Vogel-Taxa im Tertiär, wobei er eine beschleunigte Entwicklung und Diversifikation der modernen Vögel nach dem Aussterben der Dinosaurier an der Wende Kreide/Tertiär ausmachte, wahrscheinlich aus einer kleinen Gruppe an Küstenstreifen überlebenden Vögeln (in der ökologischen Nische heutiger Regenpfeifer).
Er widersprach (zum Beispiel in seinem Buch Origin and Evolution of Birds) der üblichen Ansicht, dass Vögel von Theropoden abstammen, sondern vertrat die Ansicht, dass sie in der Stammeslinie früher bei basalen Archosauriern abzweigten. Bezüglich Archaeopteryx vertrat er die Auffassung, dass er den Vögeln zuzuordnen wäre und zu aktivem Flug fähig, was er unter anderem an der asymmetrischen Federstruktur und dem kräftigen Gabelbein ausmachte. Die Federn dienen seiner Meinung nach eindeutig aerodynamischen Zwecken und nicht einfach der Aufrechterhaltung der Körpertemperatur. Die Neuentdeckung gefiederter Dinosaurier in China und der Mongolei hält er teilweise für Rückentwicklungen von Vögeln in Richtung Theropoden-artiger Lebensweise. Er veröffentlichte darüber 2012 ein Buch.
Für Origin and Evolution of Birds erhielt den Association of American Publishers Preis für Excellence in Biological Sciences 1996. Er ist Fellow der American Association for the Advancement of Science und der American Ornithologists Union.
Eine Vogel-Gattung Feducciavis wurde 2011 nach ihm benannt und der ausgestorbene Vogel aus China Confuciusornis feducciai 2009.

## Schriften
- The age of birds. Harvard University Press 1980.
  - Deutsche Übersetzung: Es begann im Jurameer. Die faszinierende Geschichte der Vögel. Gerstenberg, Hildesheim 1984.
- The origin and evolution of birds. Yale University Press, 2. Auflage 1993.
- Riddle of the feathered dragons: hidden birds of China. Yale University Press 2012.
- Structure and evolution of vertebrates. Norton 1975.
- mit Theodore W. Torrey: Morphogenesis of the Vertebrates. Wiley 1979, 1991.
- Bird origins anew. The Auk. Januar 2013, pdf.